# Stenkvista kyrka
Stenkvista kyrka hör till Stenkvista-Ärla församling och ligger i Stenkvista, lite bortifrån samhället Hällberga i Eskilstuna kommun.

## Gamla kyrkobyggnaden
Stenkvista gamla kyrka från senare delen av 1000-talet eller början av 1100-talet låg vid kyrkogården. Kyrkorummet i den gamla kyrkan var endast 5 x 7 meter ursprungligen och senare tillbyggd med ett par meter.

## Nuvarande kyrkobyggnad
Den nya kyrkan uppfördes 1794 på en helt ny plats, cirka 250 meter sydväst om den gamla efter ritningar av Thure Wennberg. Sockenborna fick tegel från Eskilstuna slott som hade eldhärjats 1680 och som nu revs under första delen av 1700-talet. Kyrkan är dock till största delen byggd av gråstensmurar och inte av tegel från slottet. Ovanför södra ingången finns en inskriftstavla där det står: "Uti konung Gustaf iv:s Adolfs tredje regeringsår är denna kyrka å ny grund uppbyggd MDCCXCIV."
När kyrkan stod klar bestod den av ett långhus. Tornbygget kom inte till stånd omedelbart. Ritningar fanns men nya sådana införskaffades från arkitekten Carl Gustaf Blom Carlsson. Det nya tornet var färdigt 1846. Exteriören har inte ändrats något sedan tornbygget. Från början var sakristian inrymd i kyrkorummets östligaste del i absiden. 1964 inrymdes en ny sakristia under orgelläktaren och absiden blev del av övriga kyrkorummet.
En ny kyrkogård anlades invid den nya kyrkan. En runsten som vid rivningen av gamla kyrkan påträffades under golvet, Södermanlands runinskrifter 111, flyttades senare och placerades i kyrkogårdens sydvästra hörn.

## Inventarier
Från gamla kyrkan finns en del föremål bevarade, som triumfkrucifixet från omkring 1400 och dopfunten från 1100-talet. 
Kyrkan har två klockor. När lillklockan göts en ny 1743 av Johan Fahlsten. 1776 göts storklockan av Johan Jakob Mårtensson.

### Orgel
- 1866 flyttades en orgel till Stenkvista från Jäders kyrka av Anders Petter Halldén, Munktorp. Den var byggd 1697 av Georg Woitzig, Stockholm och hade åtta stämmor. Den utökades 1744 av Daniel Stråhle till tio stämmor.
- 1904 tillverkade E. A. Setterquist & Son, Örebro, en orgel med 10 stämmor fördelade på två manualer. Den godkändes efter avsyning 20 september 1904.[2] 1942 utökades den av samma firma till två manualer och pedal.
- Den nuvarande orgeln är mekanisk och byggd 1963 av Jehmlich Orgelbau Dresden. Fasaden från 1697 års orgel har bibehållits och försågs 1964 med ett helt nya fasadpipor och ett ryggpositiv i läktarbarriären.

| Ryggpositiv I  | Huvudverk II  | Pedal        | Koppel |
| Gedackt 8´     | Principal 8´  | Subbas 16´   | I/P    |
| Spetsflöjt 4´  | Rörflöjt 8´   | Principal 8´ | II/P   |
| Principal 2´   | Oktava 4´     | Nachthorn 2´ | II/I   |
| Sifflöjt 1'    | Waldflöjt 2´  | Fagott 16'   |        |
| Scharff 3 chor | Mixtur 4 chor | Skalmeja 4'  |        |
| Krumhorn 8'    |               |              |        |
| Tremulant      |               |              |        |

## Bilder

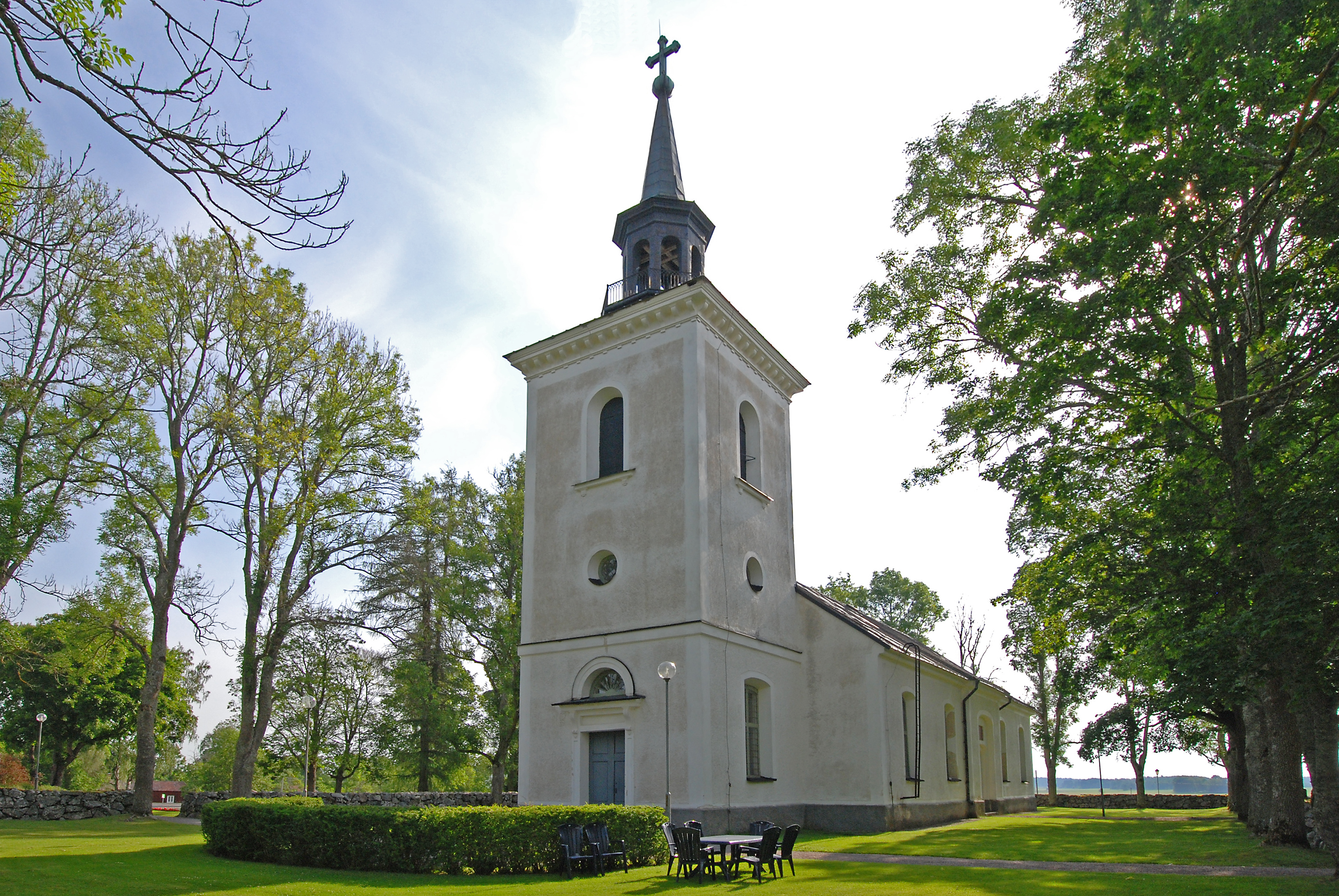
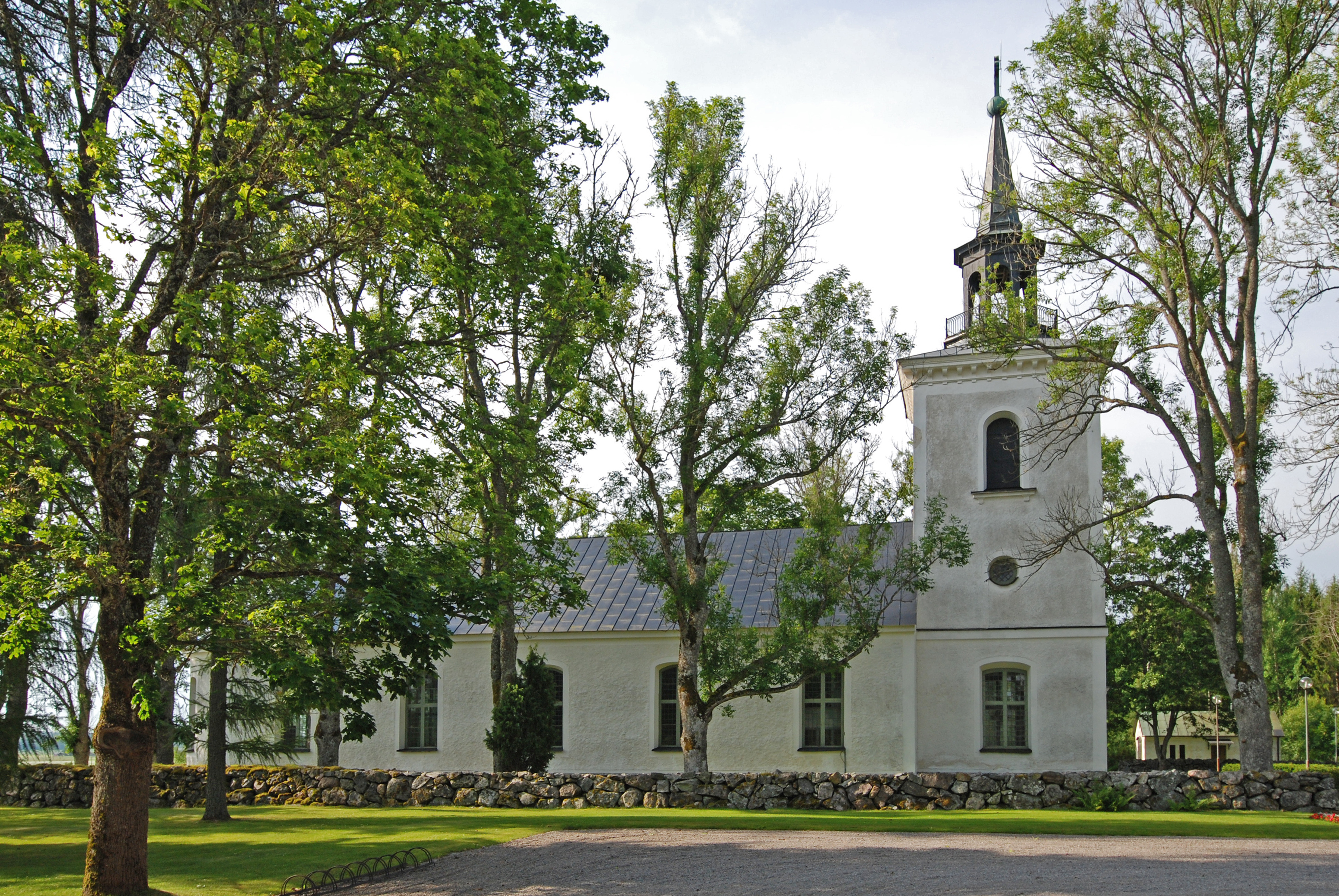
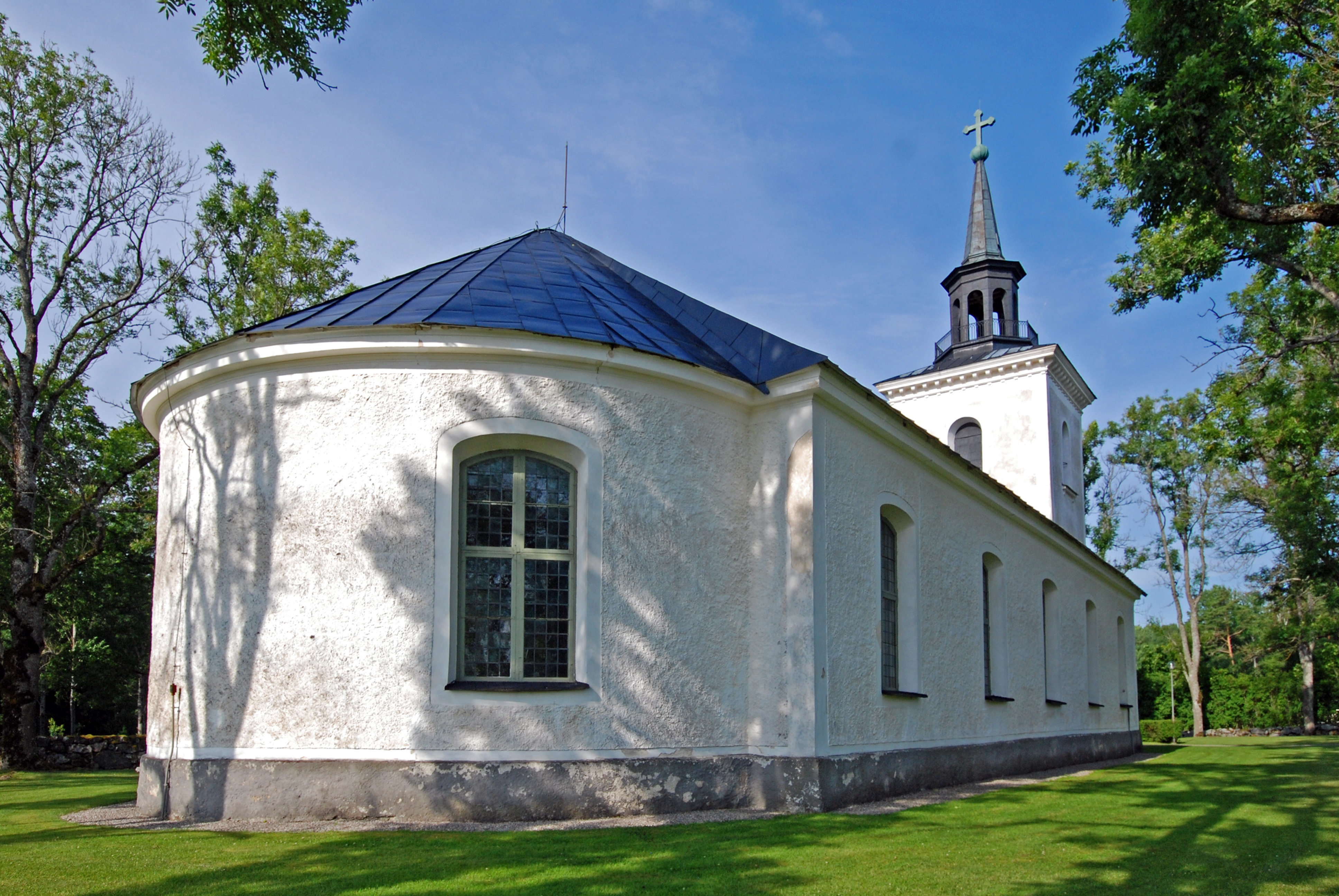
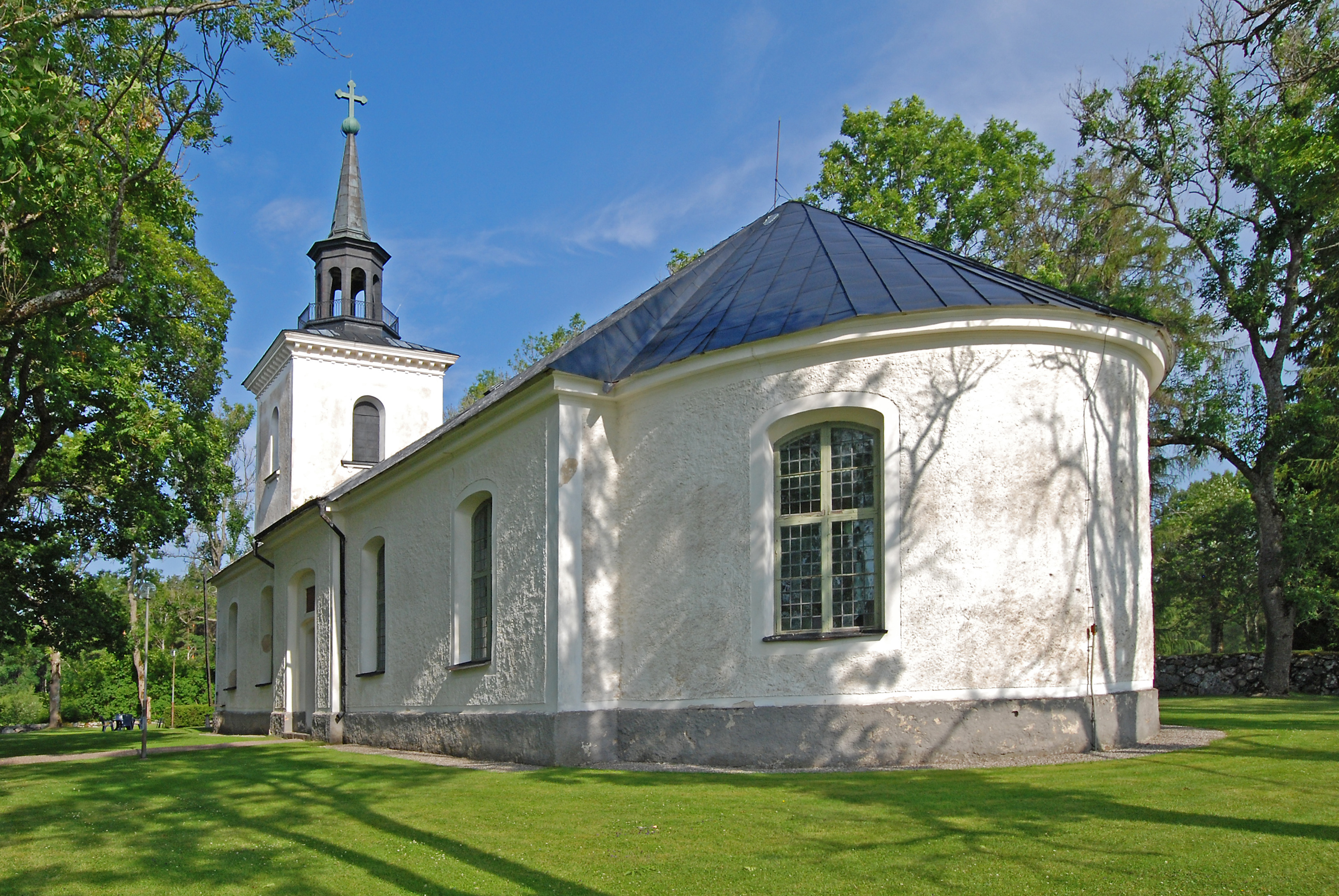
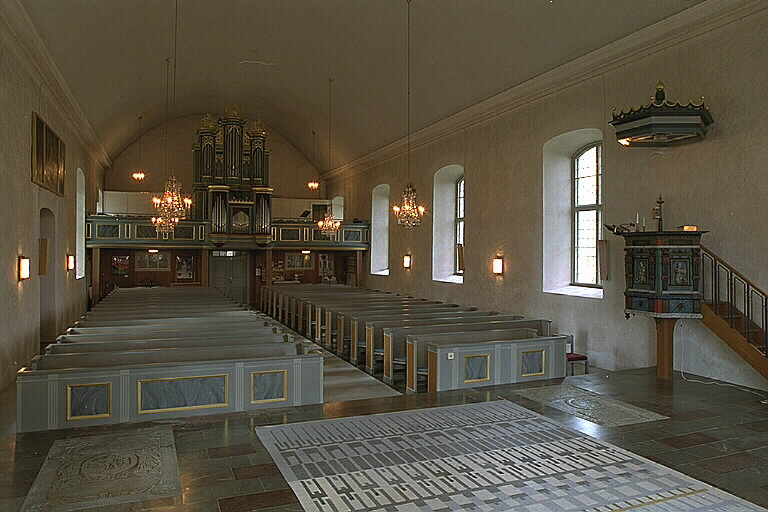